# Michelle Burgher
Michelle Burgher (ur. 12 marca 1977 w Kingston) – jamajska lekkoatletka specjalizująca się w biegach sprinterskich, dwukrotna uczestniczka letnich igrzysk olimpijskich (Sydney 2000, Ateny 2004), dwukrotna srebrna medalistka olimpijska w biegach sztafetowych 4 x 400 metrów – w Atenach po dyskwalifikacji Crystal Cox i sztafety Stanów Zjednoczonych (w 2010 roku).

## Sukcesy sportowe
- brązowa medalistka mistrzostw Jamajki w biegu na 400 metrów – 2003[2]

| Rok  | Miasto         | Zawody                                   | Konkurencja                               | Wynik                    |
| ---- | -------------- | ---------------------------------------- | ----------------------------------------- | ------------------------ |
| 2000 | Sydney         | Igrzyska olimpijskie                     | sztafeta 4 x 400 m {start w eliminacjach) | srebrny medal            |
| 2001 | Gwatemala      | Mistrzostwa Ameryki Środkowej i Karaibów | bieg na 400 m                             | złoty medal              |
| 2003 | Saint George’s | Mistrzostwa Ameryki Środkowej i Karaibów | bieg na 400 m                             | srebrny medal            |
| 2003 | Santo Domingo  | Igrzyska panamerykańskie                 | sztafeta 4 x 400 m bieg na 400 m          | srebrny medal 8. miejsce |
| 2004 | Budapeszt      | Halowe mistrzostwa świata                | sztafeta 4 x 400 m                        | 5. miejsce               |
| 2004 | Ateny          | Igrzyska olimpijskie                     | sztafeta 4 x 400 m                        | srebrny medal            |

## Rekordy życiowe
- bieg na 400 metrów (stadion) – 51,88 – Kingston 27/06/2004
- bieg na 400 metrów (hala) – 52,94 – Fayetteville 13/02/2004